# Ruskowy Bród
Ruskowy Bród – osiedle w północno-wschodniej części Warszawy, część osiedla Kobiałka w dzielnicy Białołęka.
Osiedle leży przy granicy Warszawy, między osiedlami Olesin i Augustówek, przy ulicach Kobiałka, Ruskowy Bród i Tymotki.
Jeszcze w pierwszej połowie XX w. Ruskowy Bród był podwarszawską wsią. W 1976 r. został przyłączony do Warszawy wraz z innymi sąsiadującymi wsiami.